# Paternion
Paternion é um município da Áustria localizado no distrito de Villach-Land, no estado de Caríntia.